# Saison 2016 de la NLL
Navigation
2015 2017
La saison 2016 de la National Lacrosse League est la 30e saison de la NLL. La saison a débuté le vendredi 1er janvier et se terminera en juin 2016 avec les Champion's Cup Finals Series.
Pour le match d'ouverture, le Mammoth du Colorado recevait le Swarm de Géorgie et s'est imposé pour l'occasion sur le score de 16 à 15 grâce à un bus de John Grant Junior à 45 secondes de la fin du dernier quart temps. La saison se terminera.

## Intersaison

### Mouvement de franchises
Le Swarm du Minnesota par s'installer à Duluth et devient le Swarm de Géorgie.
Le Rush d'Edmonton part s'installer à Saskatoon et devient le Rush de Saskatchewan.

### Draft
La draft s'est tenue le 28 septembre 2015. Un total de 55 joueurs ont été sélectionnés.
Lyle Thompson, de l'Université d'État de New York à Albany, a été sélectionné en première position par le Swarm de Géorgie.